# FC Bromley
Der FC Bromley ist ein 1892 gegründeter Fußballverein aus dem Stadtteil Bromley im gleichnamigen Londoner Bezirk (Borough) Bromley. Nach Ende der Saison 2023/24 stiegen sie von der National League in die EFL League Two auf, die 4. Klasse des Englischen Ligasystems. Der Verein trägt seine Heimspiele an der Hayes Lane aus.

## Geschichte
Gegründet 1892, spielte der FC Bromley zunächst in der South London League, ehe 1894 die Southern League gegründet wurde, in deren Division Two Bromley anschließend Mitglied wurde. Nach Beendigung der Saison 1895/96 als Tabellenvorletzter verließen sie diese und wurden Gründungsmitglied der London League. Dort spielten sie ebenfalls in der Division Two, die sie in ihrer ersten Saison als Tabellenführer abschlossen und in die Division One aufstiegen. Zur Saison 1898/99 wechselte Bromley in die Kent League, kehrte jedoch nach einem Jahr in die Division One der London League zurück, aus der sich Bromley allerdings während der Saison 1899/1900 zurückzog und die restlichen Spiele in der Division Two austrug. Nach der Saison 1900/01 zogen sie sich aus der Division Two ebenfalls zurück.
1907 war der FC Bromley einer der Gründungsmitglieder der Spartan League, deren erster Meister sie wurden. Zur folgenden Saison traten sie der Isthmian League bei, die sie daraufhin zweimal in Folge gewinnen konnten. 1910/11 gewann Bromley den FA Amateur Cup, wo sie im Finale den FC Bishop Auckland mit 1:0 besiegten. Die Saison 1910/11 schlossen sie als Tabellensiebter ab, Bromley kehrte in die Kent League zurück und trat in der Division One an. Dieser gehörten sie bis zum Ersten Weltkrieg an, traten jedoch nach Wiederaufnahme des Spielbetriebs 1919 der Athenian League bei. 1922/23 wurde der FC Bromley Meister der Athenian League. 1937/38 erreichten sie erstmals die erste Runde des FA Cups. Nachdem der FC King’s Lynn in der ersten Runde mit 0:4 geschlagen wurde, verloren sie in der zweiten mit 1:4 gegen den FC Scarborough. Im gleichen Jahr erreichte Bromley erneut das Finale des FA Amateur Cups, in dem sie Erith & Belvedere 1:0 besiegten. In der folgenden Saison scheiterten sie erneut in der zweiten Runde des FA Cups, diesmal mit 1:8 gegen Lincoln City, ebenso 1945/46 mit einem 1:3 im Wiederholungsspiel gegen den FC Watford. 1947/48 erreichten sie ein 1:1 gegen den FC Reading in der ersten Runde, verloren jedoch in der Wiederholung im Elm Park mit 0:3.
1948/49 gewann Bromley ein weiteres Mal die Athenian League und den FA Amateur Cup, während man in der folgenden Saison in der ersten Runde des FA Cups mit 1:2 gegen Watford ausschied. 1950/51 gewannen sie ihren dritten Titel in der Athenian League; in dieser Saison verloren sie auch 0:1 gegen den FC Aldershot in der ersten Runde des FA Cups. Die folgende Saison scheiterten sie mit 2:3 gegen Torquay United. 1952/53 kehrten sie in die Isthmian League zurück, schlossen die Saison als Tabellenzweiter ab und gewannen diese 1953/54. 1960/61 gewann Bromley die Liga zum vierten Mal.
Nachdem Bromley die Division One in der Saison 1974/75 als Tabellenletzter beendete, stiegen sie in die Division Two ab. 1976/77 spielten sie das erste Mal seit über 20 Jahren wieder in der ersten Runde des FA Cups, verloren jedoch 0:7 gegen Swindon Town. Die Division Two wurde 1977/78 zur Division One, nach Beendigung dieser als Tabellenzweiter 1979/80 stieg der Verein in die Premier Division auf. Sie stiegen 1983/84 erneut in die Division One ab, kehrten aber als Tabellenzweiter am Ende der Saison 1985/86 in die Premier Division zurück. Ein erneuter Abstieg folgte 1989/90, der Wiederaufstieg in die Premier Division gelang als Tabellenzweiter der Division One 1990/91. 1996/97 konnten sie sich erneut für die erste Runde des FA Cups qualifizieren, wurden allerdings zu Hause 1:3 vom FC Enfield geschlagen.
Am Ende der Saison 1998/99 stieg Bromley erneut in die Division One ab; durch die Umstrukturierung der Non-League zur Saison 2004/05 wurde die Division One von der siebthöchsten zur achthöchsten Liga des Ligensystems. Nach einem vierten Platz in dieser Saison qualifizierten sie sich für die Aufstiegs-Playoffs und besiegten im Halbfinale Metropolitan Police im Elfmeterschießen. Im Finale siegten sie gegen den FC Horsham mit 3:1 und stiegen damit in die Premier Division auf. 2006/07 beendeten sie die Premier Division als Zweiter und qualifizierten sich erneut für die Aufstiegs-Playoffs. Ein 1:0-Sieg über den AFC Wimbledon im Halbfinale und ein Sieg im Finale gegen Billericay Town nach Elfmeterschießen qualifizierte sie für die Conference South. In dieser Saison erreichten sie zudem erneut die erste Runde des FA Cups, wo sie 1:4 gegen den FC Gillingham verloren. Weitere Auftritte in der ersten Runde gelangen 2009/10 (gegen Colchester United), 2011/12 (Leyton Orient), 2012/13 (Fleetwood Town) und 2014/15 (FC Dartford), wurden jedoch immer geschlagen.
2014/15 gewann Bromley die Conference South, den Aufstieg in die umbenannte National League, in der sie seitdem spielen. Bei einem weiteren Auftritt in der ersten Runde des FA Cups 2017/18 wurden sie vom AFC Rochdale besiegt. In dieser Saison erreichten sie außerdem das Finale der FA Trophy, das sie 4:5 im Elfmeterschießen gegen Brackley Town verloren. 2024 stand Bromley im Play-off-Finale um den Aufstieg in die EFL League Two und gewann dabei die Partie vor über 23.000 Zuschauern im Wembley-Stadion gegen Solihull Moors mit 4:3 im Elfmeterschießen. Damit spielt Bromley in der Saison 2024/25 erstmals in der Vereinsgeschichte in der Football League.

## Stadion
Der Verein spielte zunächst auf dem Queensmead Recreation Ground und zog dann in die Glebe Road um. Sieben Jahre später zog der Verein auf das Gelände des Plaistow Cricket Clubs um, als die Glebe Road für den Wohnungsbau erworben wurde. Der Platz des Cricket Clubs wurde jedoch 1904 ebenfalls für Wohnzwecke erworben, so dass der Fußballverein (und die anderen Sportvereine, die das Gelände nutzten) auf ein Gelände in der Hayes Lane umziehen mussten. Der neue Platz wurde am 3. September 1904 eröffnet.
Im Jahr 1938 zog der Verein auf das heutige Gelände in der Hayes Lane um. Das Stadion hat derzeit eine Kapazität von 5150 Plätzen, von denen 1300 Sitzplätze und 2500 überdacht sind.

## Erfolge
- FA Cup
  - Zweite Runde 1938, 1939, 1946[4]
- FA Trophy
  - 2022
- Football Conference South
  - 2015
- Isthmian League
  - 1909, 1910, 1954, 1961
- Athenian League
  - 1923, 1949, 1951
- Spartan League
  - 1908
- London League
  - Meister der Division Two: 1897
- FA Amateur Cup
  - 1911, 1938, 1949
- London Senior Cup
  - 1910, 1946, 1951, 2003, 2013[2]
- Kent Senior Cup
  - 1950, 1977, 1992, 1997, 2006, 2007[2]
- London Challenge Cup
  - 1996[2]
- Kent Floodlit Trophy
  - 1979[2]
- Kent Amateur Cup
  - 1908, 1932, 1936, 1937, 1939, 1947, 1949, 1951, 1953, 1954, 1955, 1960[2]

## Rekorde
- Höchster Sieg: 13:1 gegen den FC Redhill, Athenian League (1945/46)[3]
- Höchste Niederlage: 1:11 gegen den FC Barking, Athenian League (1933/34)[3]
- Meiste Einsätze: George Brown (1938–1961)[3]
- Meiste Tore: George Brown (570, 1938–1961)[3]